# Daruváry Alajos
Daruváry Alajos (Kalocsa, 1826. október 21. – Budapest, 1912. április 23.) magyar jogász, egy időben a királyi Kúria másodelnöke, Daruváry Géza apja.

## Családja és származása
Az apja daruvári Daruváry Ferenc (1794–1852), királyi ügy-igazgatósági ügyvéd, az anyja Seeburger Erzsébet (1802–1878) volt. Daruváry Ferenc, aki a "Czinege Ferenc" név alatt született, 1839. május 2-án birtokadományt, magyar nemességet és családi címert szerzett adományban V. Ferdinánd magyar királytól; egyben az uralkodó megengedte a névváltoztatást is és így ő és gyermekei a "Daruváry" vezetéknevet vették fel a "Czinegét" teljesen hanyagolva.

## Életpályája
A pesti egyetemen jogot és filozófiát tanult. 1845-ben Temes vármegye tiszteletbeli aljegyzője, 1851-ben a pesti országos törvényszéknél államügyészi helyettes, 1854-ben székesfehérvári megyei törvényszéki államügyész, 1856-ban pesti országos törvényszéki tanácsos, 1861-ben pesti váltó-törvényszéki, 1864-ben pesti királyi ítélőtáblai, 1869-ben kúriai legfőbb ítélőszéki biró lett. 1871-ben pesti ítélőtáblai, 1875-ben kúriai tanácselnökké, 1888. május 25-én a kúria másodelnökévé nevezték ki, ezt a tisztséget 1893-ig viselte. 1885-től a főrendiház élethossziglani tagja, 1898 és 1900 között alelnöke volt. Ő volt a kereskedelmi és váltótörvény egyik szerkesztője.  1893. szeptember 8-án vonult nyugalomba.

## Díjai, elismerései
- A kodifikáció és az igazságszolgáltatás terén szerzett érdemei elismeréséül a király a Szent István-rend kiskeresztjét adományozta neki és valóságos belső titkos tanácsossá nevezte ki.
- A kolozsvári egyetem 1896-ban, a budapesti egyetem 1901-ben díszdoktorrá választotta.